# Tor (Jelsa)
Kula Tor predstavlja ostatke ilirske kule građene u tehnici suhozida.

## Smještaj
Tor se nalazi brijegu jugoistočno od Jelse (n.v. oko 180 m) koji se nadovezuje na središnji gorski lanac otoka. Prilazni put se nalazi na sjevernoj strani. Prilaz kuli je moguć i s istoka stazom koja se odvaja od starog puta što vodi iz Jelse prema istočnoj strani otoka.

## Opis
Na istaknutom grebenu jugoistočno od Jelse nalazi se prapovijesna gradina Tor s helenističkom četverokutnom kulom sagrađenom od velikih kamenih blokova. Vrh brijega i kulu okružuje gradinski bedem koji je u vrijeme gradnje kule bilo presječen po dužini te je potom obzidan velikim neobrađenim kamenim blokovima. Inače prapovijesni bedem je štitio vrh gradine, na mjestu njegova spoja uz južni otočni lanac s kojega je pristup bio nemoguć. Gradinsko naselje nalazilo se na sjevernim obroncima gradine, a brojni površinski nalazi ukazuju na kontinutet života kroz duži vremenski period. Lokalitet je datiran u period od kasnog brončanog doba (5. st. pr. Kr.) do 3. st. pr. Kr.
Uz Tor se može vezati ime Richarda Francisa Burtona koji je sudjelovao u istraživanju Nila i otkrio jezero Tanganjika. Burton je Hvar posjetio 1874. kada se uspeo i na Tor, opisao ga a njegove zidove nacrtao je Načelnik Jelse kap. Niko vit. Duboković jer je Burtona omela kiša.(vidi skicu)
Kula je sagrađena na ravnom vrhu brijega vjerojatno u vrijeme uspona Ilirskog kraljevstva u 3. st. pr. Kr.
Podignuta je na mjestu prapovijesne gradine koja je nadgledala jelšansku luku i ravnicu. Građena je od velikih “ciklopskih“ kamenih blokova. Gotovo je pravilnog kvadratnog oblika dimenzija 7,2 x 60,2 m. Ispod kule, na sjevernoj strani brijega, stajale su prapovijesne nastambe.
Uz kulu se nalazi kameni nasip (bedem) stariji od same kule, a štiti najugroženiju stranu gradine. Pretpostavlja se da su kula i gradina napušteni nakon pobjede Rimljana nad Ilirima u Drugom ilirskom ratu 219. pr. Kr. i njihovog osvajanja otoka.

## Zaštita
Pod oznakom Z-7416 zavedena je pod vrstom "arheologija", pravna statusa zaštićena kulturnog dobra, klasificirano kao "kopnena arheološka zona/nalazište".

## Vanjske poveznice
|  | Zajednički poslužitelj ima još gradiva o temi Tor (Jelsa) |